# 魚頭

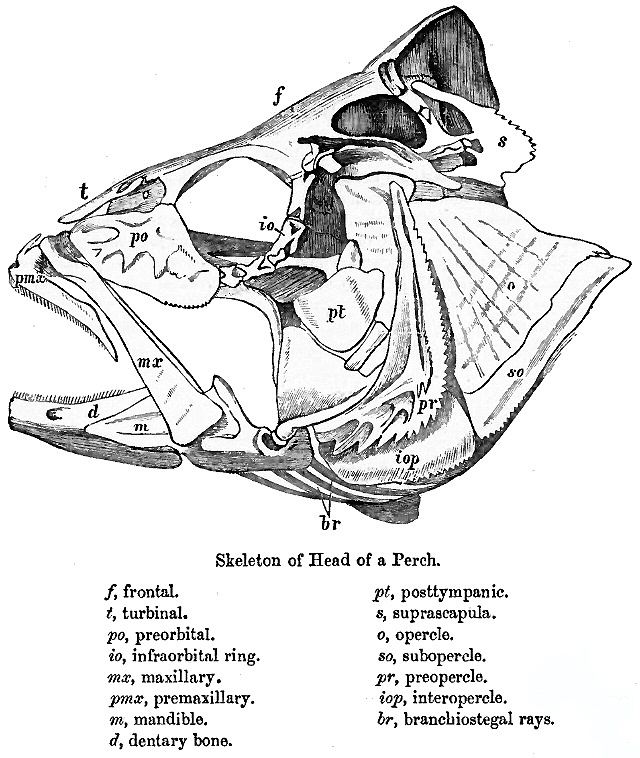
圖解鱸魚頭的骨骼。

魚頭是魚類的頭部，從口部開始一直到魚鰓的末端，包括魚的腦、眼、口、舌、鰓都是魚頭的一部份。魚的心臟就在鰓底下，有時也被視為魚頭的一部份。有些文化將魚頭當作食物，或賦予宗教意義。

## 演化
魚頭和其他脊椎動物的頭是同源器官。魚是脊椎動物，身體由許多體節組合而成，而魚頭是融合前方的許多體節而成，在此頭化的過程中，越來越多體節融入魚頭中，其中大部份的體節失去主要結構，只留下神經系統，有些體節甚至可能完全消失。最接近魚類的非脊椎動物文昌魚前端並沒有頭，因此有一假說認為魚是因為出現了特有的神經脊和耳後基板（Placode）才演化出頭部。新的研究發現文昌魚幼體有一些組織極為類似脊椎動物中後來會發育成顱骨的神經脊軟骨，因此頭部有可能是由此演化而來。

## 結構

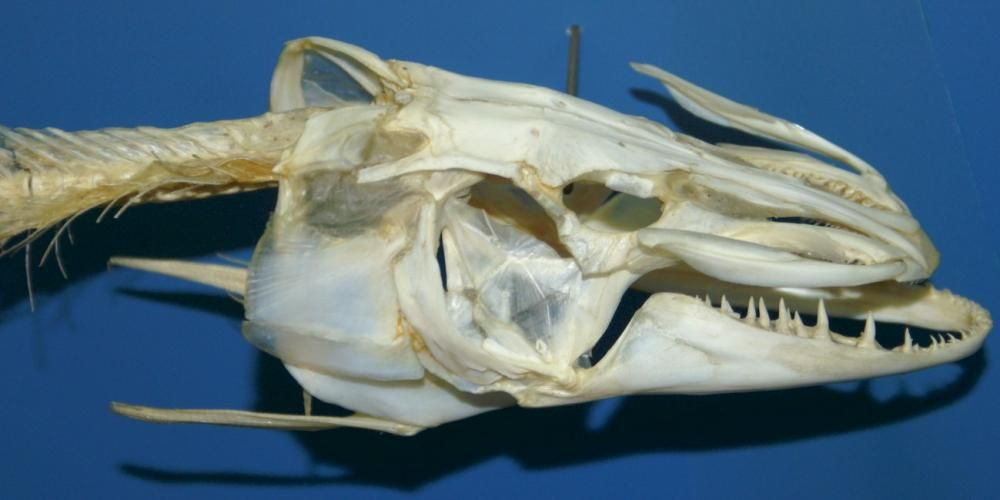
白斑狗魚頭骨

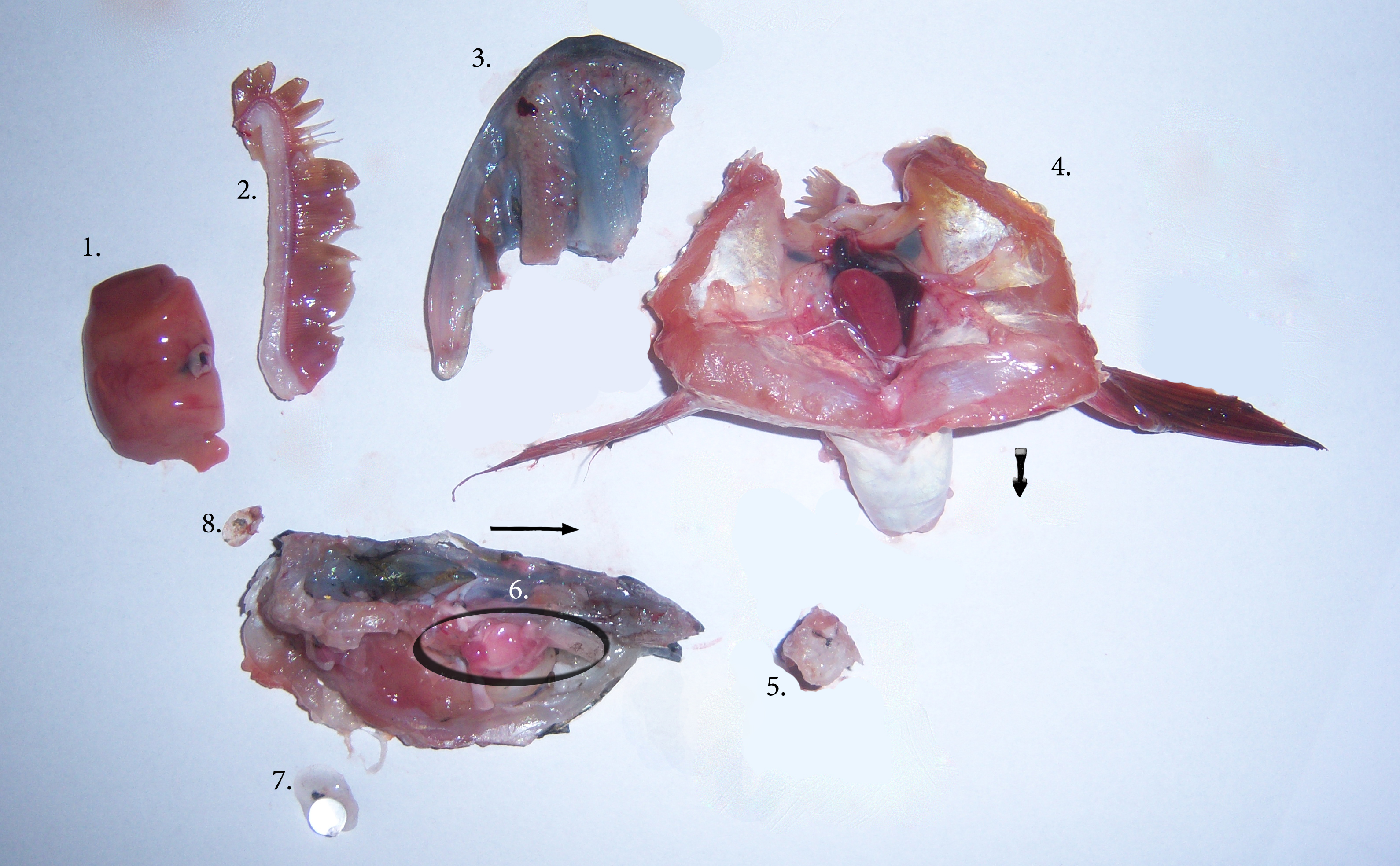
白斑狗魚頭部內以及鄰近的一些器官：(1)肝、(2)鰓弧、(3)顎和牙、(4)中央為心臟、(5)不完整的脊髓、(6)腦、(7)眼球、(8)魚鱗。

魚頭是很複雜的構造，大多數魚頭有眼、耳、舌、鼻等感覺器官、牙齒、可開合的下顎等等。魚頭是指從口部到魚鰓，可以分為三個部位：從眼睛一支向前到口部的口鼻部（snout）、眼睛以下的臉頰、以及鰓蓋。鯊魚和無頜魚沒有鰓蓋，只有鰓裂。有些魚的鰓蓋上可能有棘，有的魚在口部附近有肉質的觸鬚貝大多數魚的鼻孔和口腔不相通。有顎魚的口部位置可以分成三種：向前、向上、或向下。有些魚嘴可能特化成吸盤，用於固定。

魚嘴的三種方向。

魚顱骨最前端是一塊稱為吻突的軟骨以及包圍嗅覺器官的腔室。在這之後是眼眶和包圍內耳的腔室。再向後，顱骨收窄至枕骨大孔，下方的髁狀突連接至第一結脊椎。顱骨上另外有許多讓腦神經通過的小孔。軟骨魚的顱骨較單純，由軟骨構成，稱為內顱，只包圍腦部的下側和四周，但頂部總是沒有完全封閉。盲鰻等無頜魚沒有顎，只有圓盤狀的口部。鯊魚則有上下顎，但都是由許多分開的骨頭組成。硬骨魚有皮骨（dermal bone）構成頭骨頂（skull roof）。在肺魚中，頭骨頂仍然未完全封閉，但在肉鰭魚的化石以及輻鰭魚中，頭骨頂完全封閉。然而，相較於其他脊椎動物，硬骨魚的顱骨仍算是比較鬆散的。

## 食用

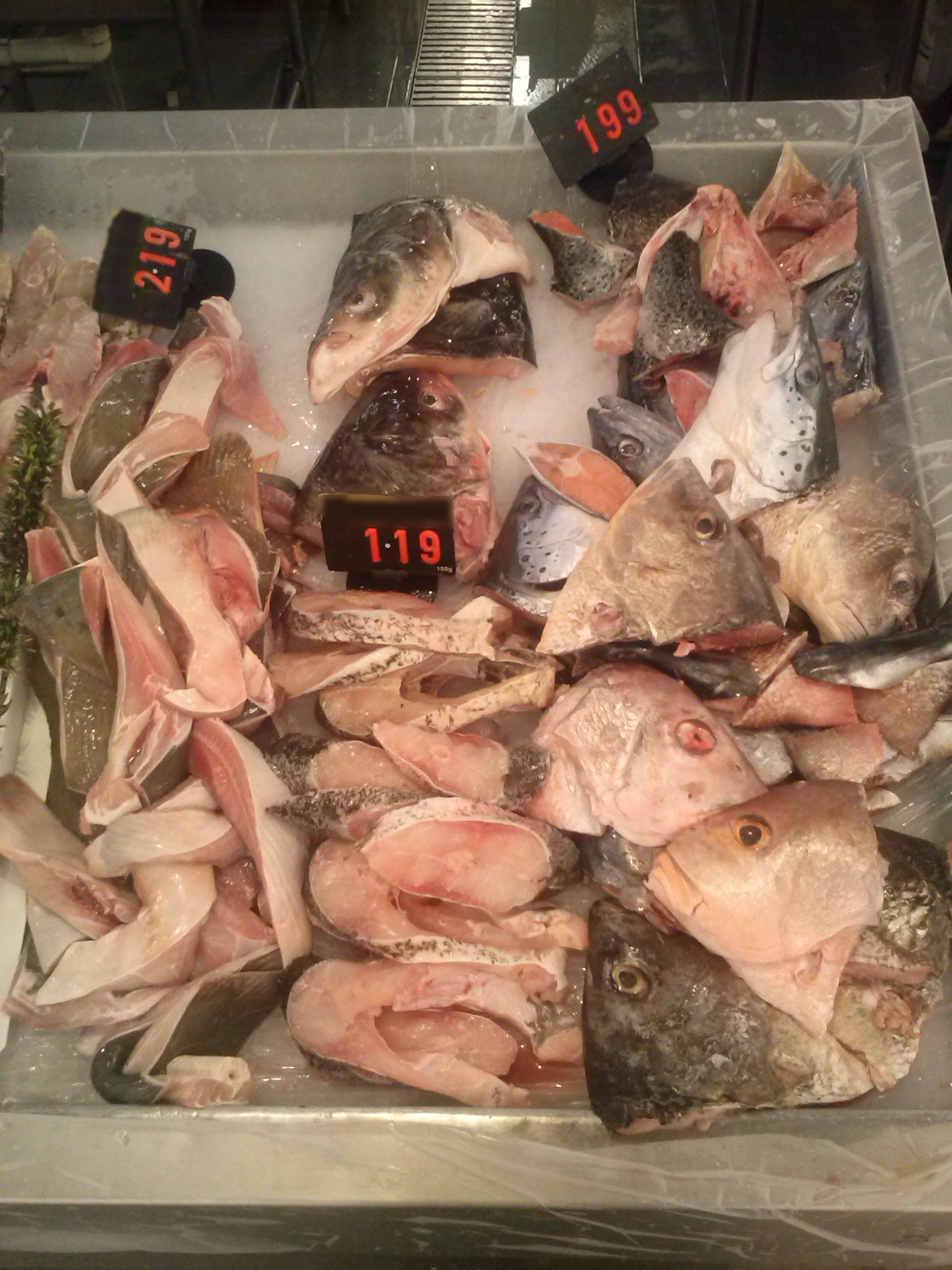
菜市場賣的魚頭。

東亞人時常將整條魚一起蒸、烤、煎來吃，魚頭常被視為整條魚中最好吃的部位。若是比較大的魚，有時會單吃魚頭，例如中國菜的沙鍋魚頭、魚頭豆腐湯、剁椒魚頭、魚頭火鍋、日本菜的烤魚頭和蒸魚頭、馬來西亞料理新加坡料理中，則有魚頭米粉及融合中國菜和印度菜的咖哩魚頭等等。
南亞也有許多魚頭料理。在印度和孟加拉，南亞野鯪的魚頭常和豆子煮成魚頭咖哩配飯吃。峇峇娘惹民族則在慶典中將南亞野鯪魚頭和米飯煮到半熟，做成Muri ghantoo。南印度的Chhencheda用炒碎的鯛魚或鯪魚頭加上茄子、馬鈴薯、蕃茄、黃瓜、洋葱等蔬菜一起煮成。
在不列顛群島，蘇格蘭北部的漁村在18世紀發展出鑲魚頭，是將魚內臟和燕麥塞進魚頭而成。當時經濟較差，因此漁人會把售價較好的魚片賣掉，只留下魚頭和內臟自己吃。康瓦耳的的仰望星空派讓魚頭穿過派皮向外探出，讓魚油可以流回派裡。
阿拉斯加的尤皮克人的 Tepa 是發酵的白鮭魚頭，傳統做法是將魚頭放在木桶中，用麻布蓋著，埋在土裡一週。
智利用當地產的紅康吉鰻魚頭加上洋葱、蒜、香菜、紅蘿蔔和黑胡椒煮成高湯，再加上馬鈴薯、蕃茄、鮮奶油、醃過的魚肉做成唐吉鰻魚湯。

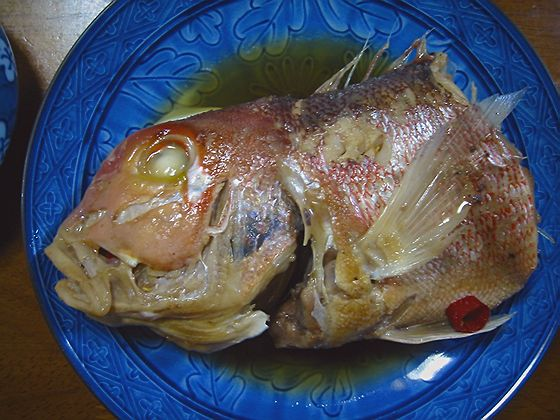
日式蒸甘鯛魚頭
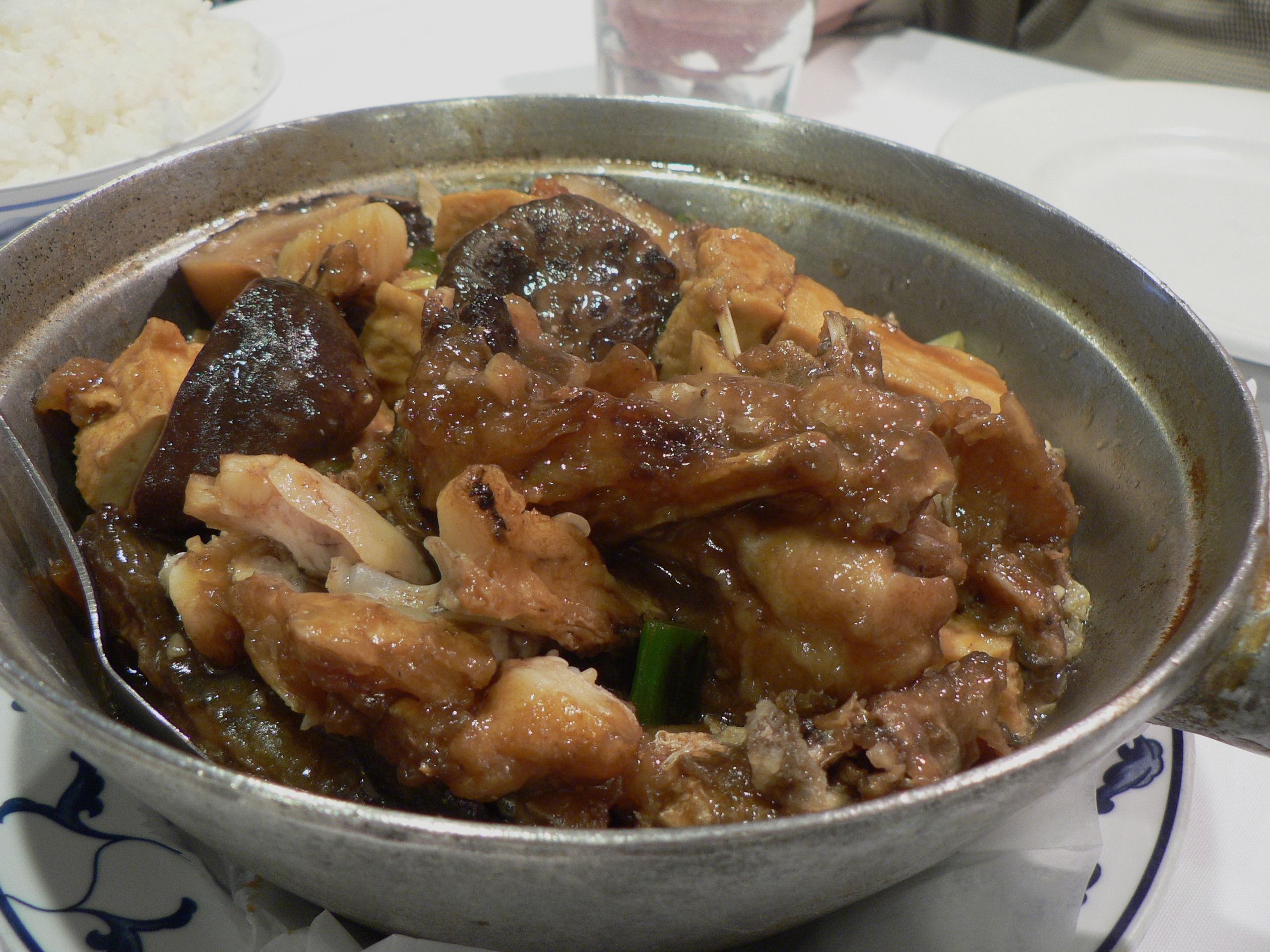
鍋燒魚頭
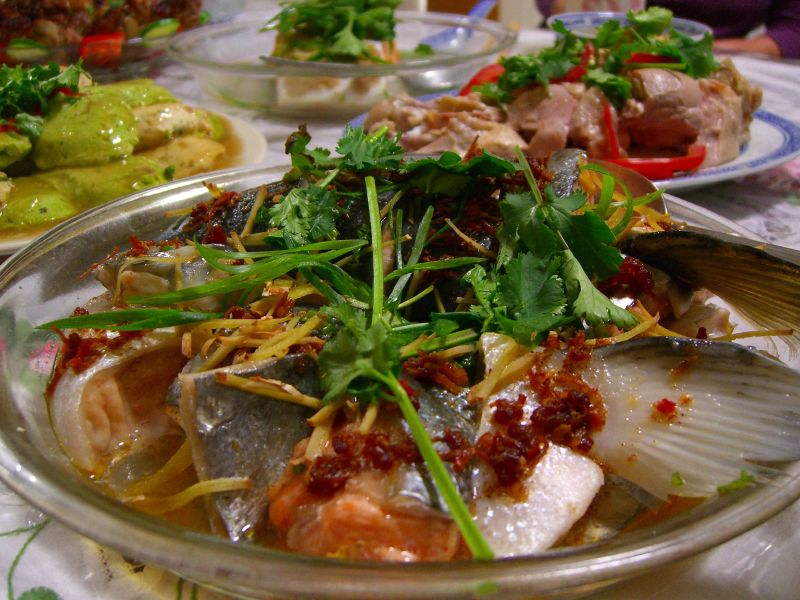
蒸鮭魚頭
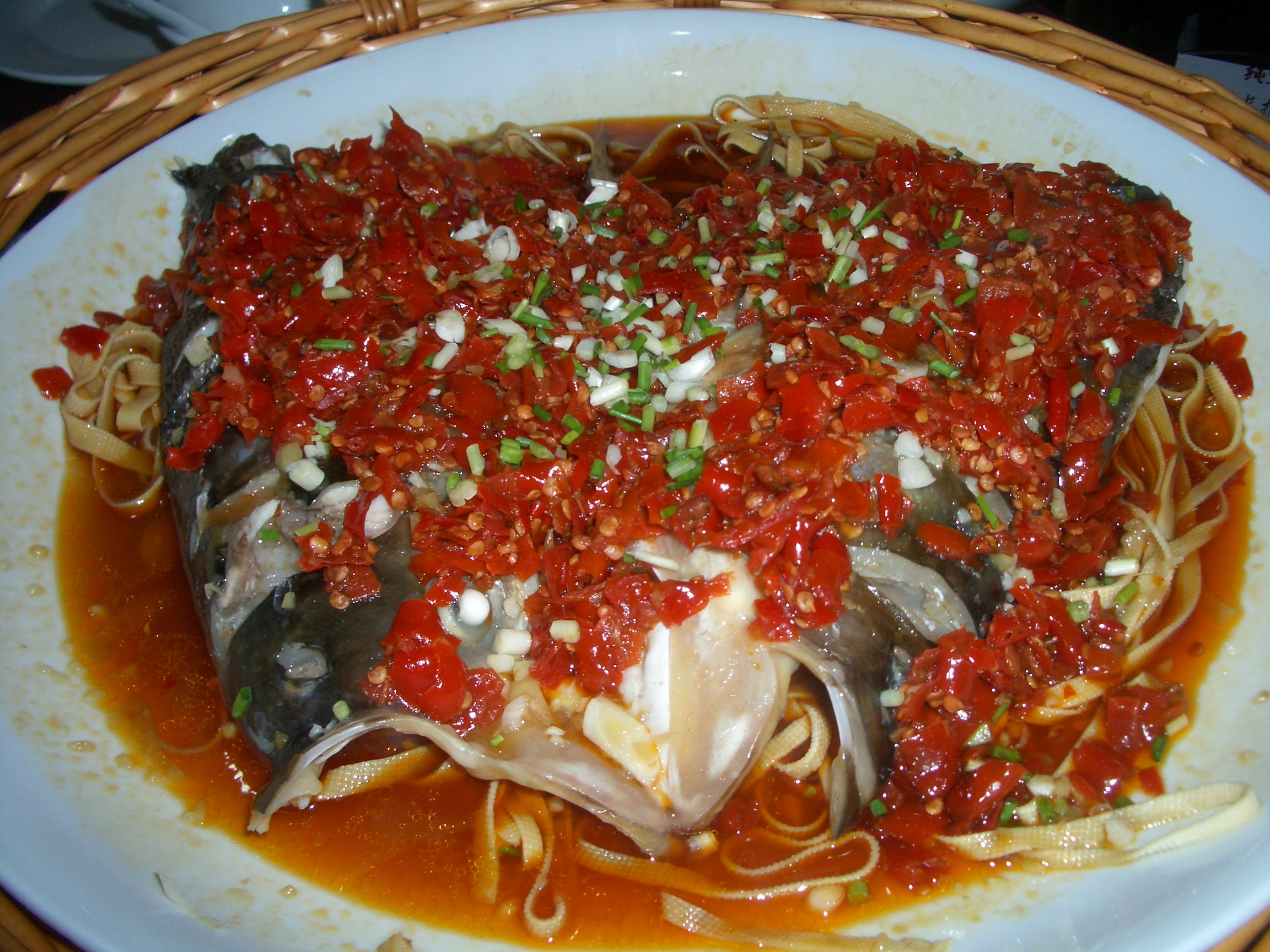
剁椒魚頭
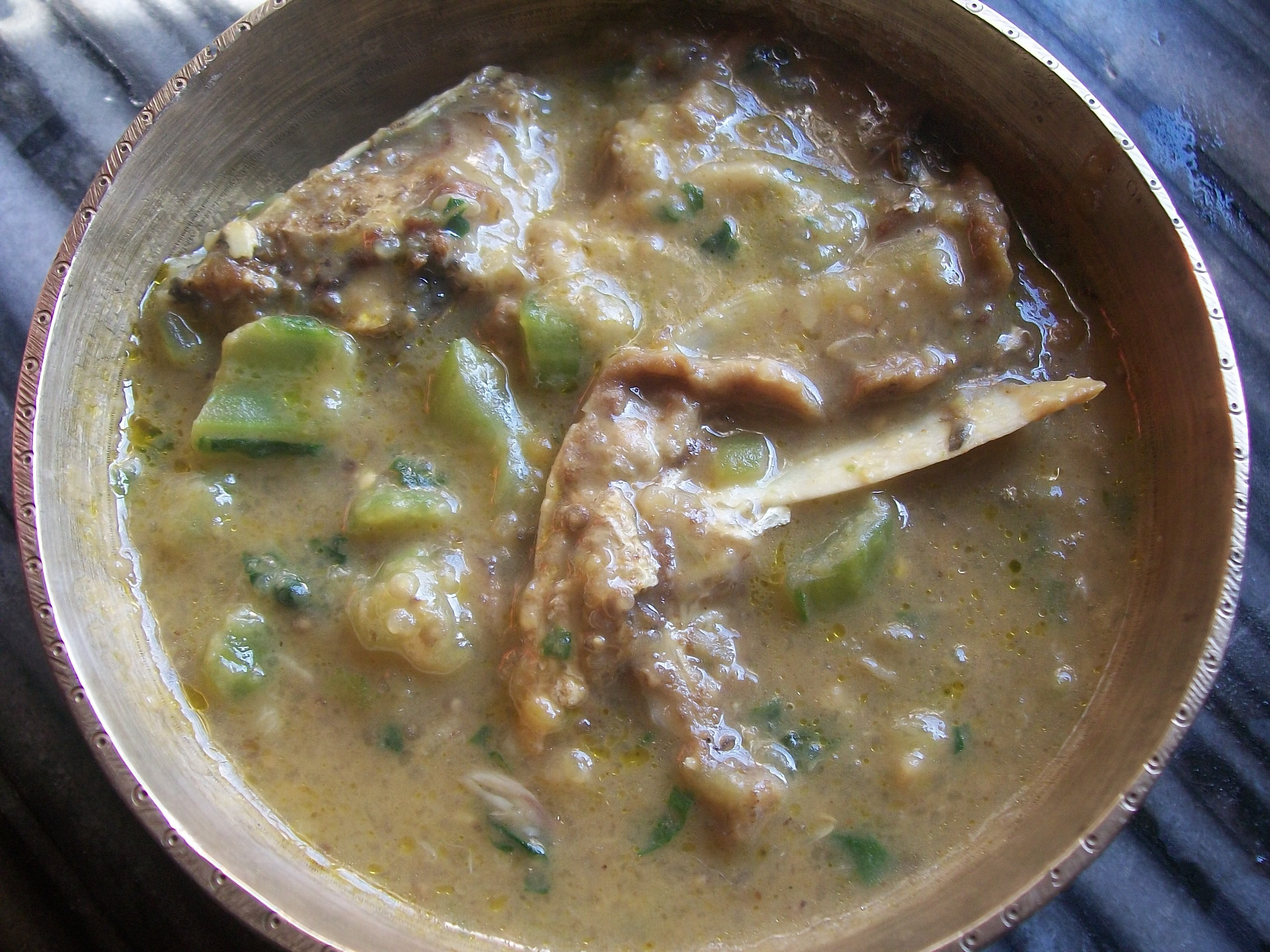
阿薩姆用鯪魚頭做成的一道khar
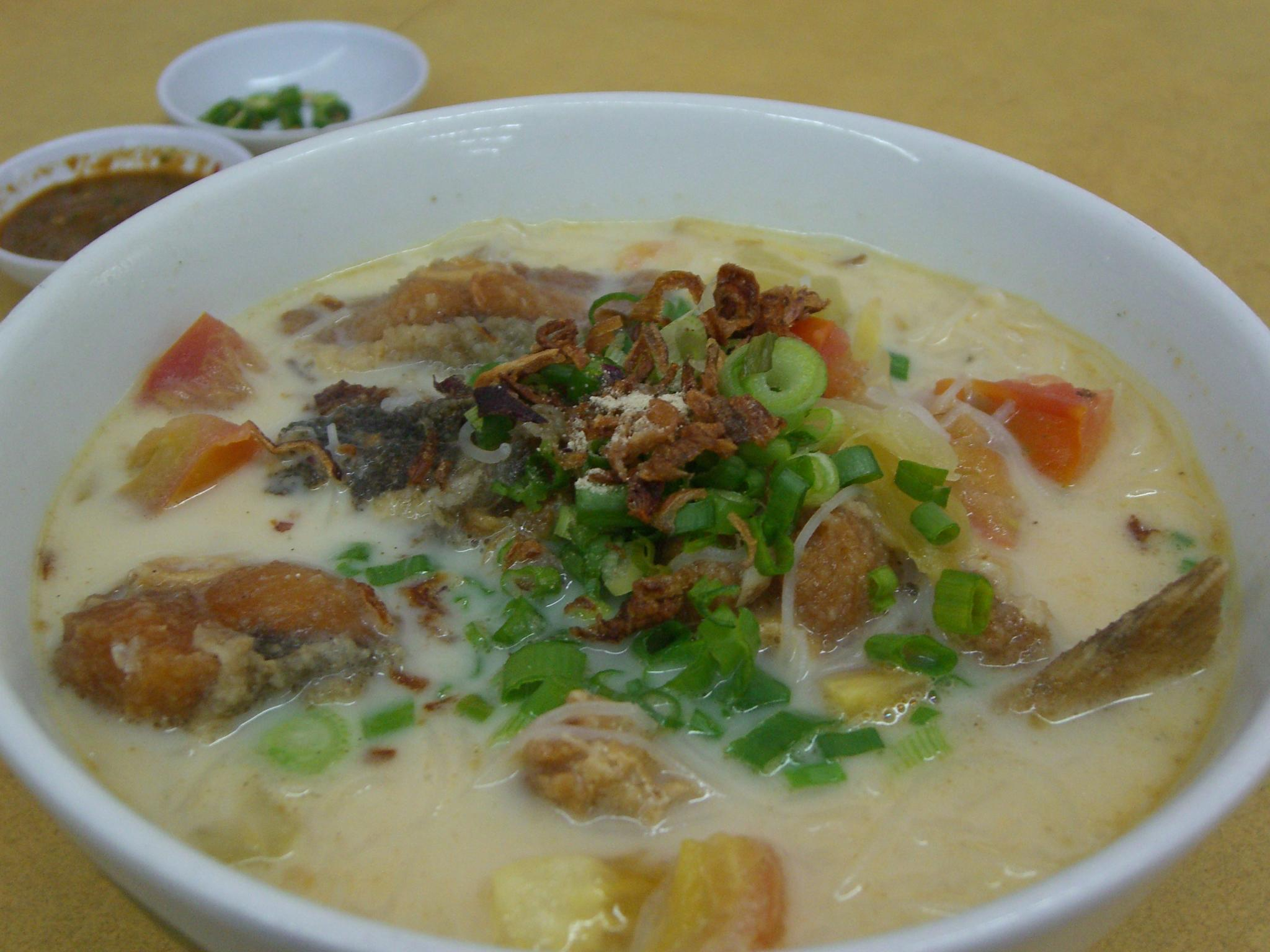
馬來西亞的魚頭米粉

## 大众文化

### 佛教
佛教木魚在造形是一個大魚頭，民間傳說是一位僧人（有些版本是唐僧）去西方取經，回程的路上經書因若干原因被一條大魚弄溼（一說被吃掉），僧人用木頭刻了一魚頭擊打洩憤，竟發現每次打木魚時，木魚口中就念出經文裡的一個字，最後得以取回經文。
据佛教里最早见于《长阿含经》的说法，释迦牟尼前世曾为迦毗羅衛城中一儿童，在8岁时遭遇大饥荒，释迦族人捕获许多鱼，其中最大一条后来转生为憍薩羅國毘琉璃王，灭尽释迦族人，毁灭迦毗羅衛城，释迦牟尼说自己当时虽未吃鱼，逃过被杀业力，但是由于对捕鱼一事心生欢喜，故受到头痛三天之果报，后来释迦牟尼头痛的缘由从“当时心生欢喜”，变成了“当时敲打了（后转生为毘琉璃王的大鱼的）鱼头三下取乐”。

### 巫术文化
在西西里的巫術中，將魚頭放在敵人的門口可以防範惡意。漁業黑手黨也會或是由家族裡最老的女性將魚頭放在發生誤會的商業伙伴門口。此儀式在1320年寫成的《神曲》中有提及。若衝突未解決，接下來可能會升級為羊頭或馬頭。

### 流行文化
加州樂團巴恩斯二人組（Barnes & Barnes）在1978年出了一首以魚頭為主題的歌《魚頭》（Fish Heads），其歌詞和音樂影片許多有關魚頭的荒唐故事，例如沒辦法和魚頭講電話或打棒球、帶魚頭一起去看電影不用買票。